# Böhmische Schwarzach

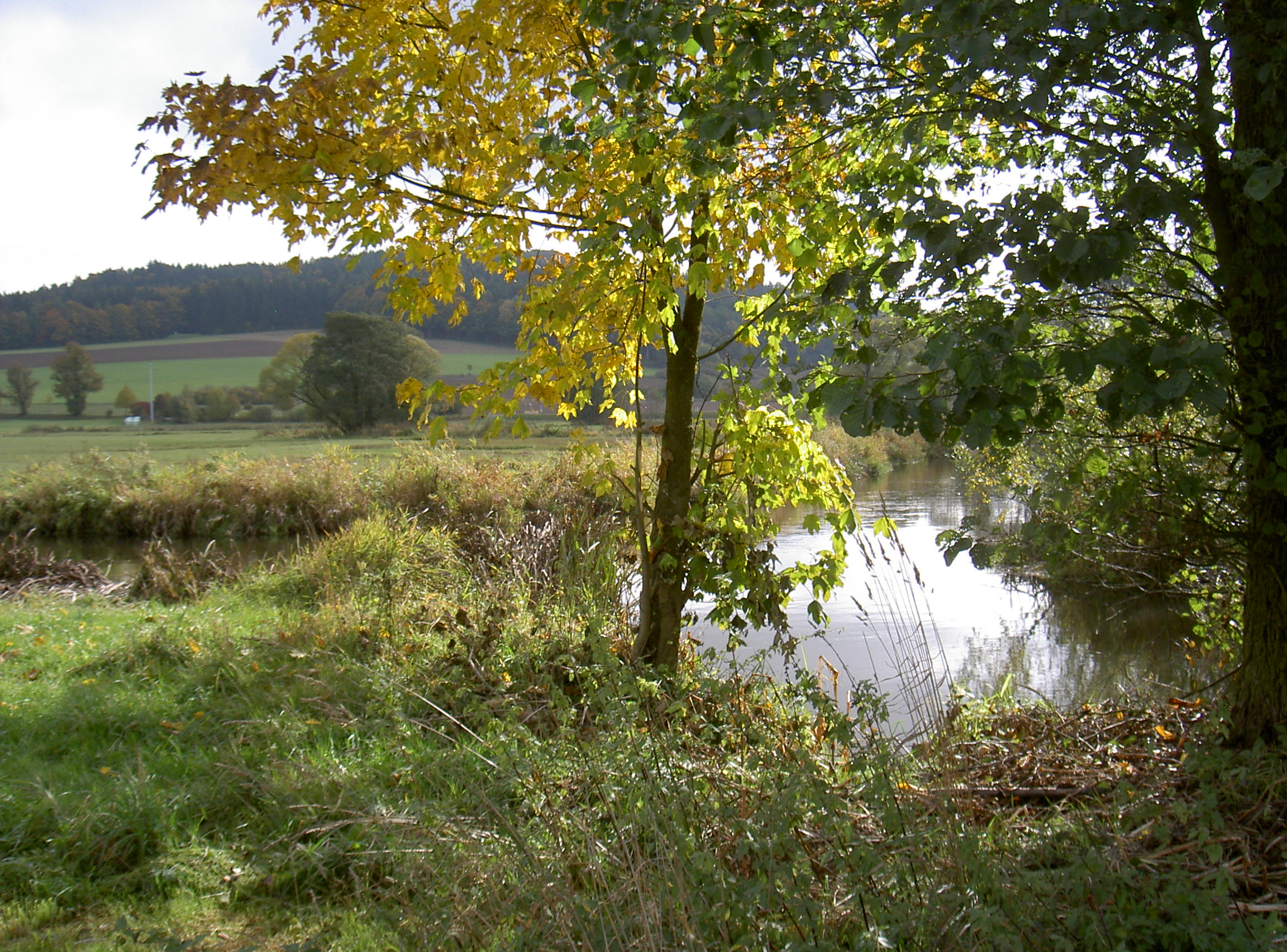
Zusammenfluss der Böhmischen (links) und der Bayerischen (rechts) Schwarzach zur Schwarzach bei Kritzenast

Böhmische Schwarzach (tschechisch Nemanický potok) ist eine volkstümliche Bezeichnung für den linken und nordnordöstlichen Oberlauf der Schwarzach bis zur Vereinigung mit der von rechts und Norden kommenden Bayerische Schwarzach nördlich von Waldmünchen-Kritzenast. Ursprünglich wurden beide fast gleich lange Flüsse als Schwarzach bezeichnet. Aus dem Bedürfnis nach Unterscheidung entstanden die Namen Bayerische Schwarzach und Böhmische Schwarzach. In Wanderkarten wird die gegenüber der Bayerischen über anderthalb mal soviel an Teileinzugsgebiet beitragende Böhmische Schwarzach nur mit Schwarzach bezeichnet und nur die Bayerische Schwarzach mit ihrem Attribut Bayerische versehen. Auch amtlich wird die Böhmische Schwarzach in Bayern als Hauptoberlauf der Schwarzach angesehen, was sich schon daran zeigt, dass beider Gewässerkennzahlen übereinstimmen. Ihr Einzugsgebiet nur in Bayern übertrifft das ihrer Oberlaufpartnerin hier um einen kleineren Faktor.

## Verlauf
Die Böhmische Schwarzach entspringt östlich von Závist (deutsch Neid, Gem. Rybník) im Oberpfälzer Wald/Český les. Ihre Quelle liegt am westlichen Fuße der Lysá (Lissaberg; 870 m n.m.); 500 Meter nordöstlich entspringt die Radbuza. Sie fließt zunächst nach Süden. Westlich von Nemanice (deutsch: Wassersuppen) mündet der Novosedlský potok (deutsch: Altbach, Ziegelbach) von Norden kommend in die Böhmische Schwarzach ein. Südlich von Nemanice überschreitet sie nach 9,5 Kilometern die tschechisch-deutsche Grenze und fließt durch die Ortschaften Höll und Hammer. Dann wird sie zum Perlsee aufgestaut. Sie verlässt den Perlsee westlich von Waldmünchen, wo sie sich nach einem Kilometer scharf nach Westen wendet. Von nun an behält sie die westliche Richtung bei und vereinigt sich nach weiteren vier Kilometern mit der Bayerischen Schwarzach zur Schwarzach.
Das Einzugsgebiet des Nemanický potok umfasst in Tschechien 62,6 km², an der tschechisch-deutschen Grenze beträgt der mittlere Wasserdurchfluss 0,24 m³/s.

## Zuflüsse
| Linke Zuflüsse                                                             | Rechte Zuflüsse                                                                                   |
| - Novosedlský potok - Schwarzbach - Steinbach - Schaufelbach - Treffenbach | - Kressenbach - Föhrenbach - Haidwiesenbach - Asterholzbach, mit Unterlauf Streitbach - Biberbach |

## Hochwasserregulierung
Das Flusssystem durchläuft einen Stausee zur Hochwasserregulierung: Den bei Waldmünchen gelegenen Perlsee.

### Gewässerverzeichnis Bayern („GV“)
1. ↑  Länge nach: Verzeichnis der Bach- und Flussgebiete in Bayern – Flussgebiet Naab des Bayerischen Landesamtes für Umwelt, Stand 2016 (PDF; 4,0 MB)
2. ↑  Einzugsgebiet nach: Verzeichnis der Bach- und Flussgebiete in Bayern – Flussgebiet Naab des Bayerischen Landesamtes für Umwelt, Stand 2016 (PDF; 4,0 MB)

### Sonstige
1. ↑  Pavel Valtr: Český les - jih, územní studie
2. ↑  Ludwig Schötterl: Die Gewässer, in: Josef Bernklau: Unser Heimatkreis Bischofteinitz, S. 28–29.
3. ↑  Fritsch Wanderkarten: "Oberpfälzer Wald" und "Schönseer Land"
4. ↑  Ludwig Schötterl: Die Gewässer, in: Josef Bernklau: Unser Heimatkreis Bischofteinitz, S. 28–29.
5. ↑  Verzeichnis der Bach- und Flussgebiete in Bayern – Flussgebiet Naab, Seite 112 des Bayerischen Landesamtes für Umwelt, Stand 2016 (PDF; 4,0 MB)
6. ↑  Pavel Valtr: Český les - jih, územní studie